# NGC 5251
NGC 5251 est une vaste et lointaine galaxie spirale située dans la constellation du Bouvier. Sa vitesse par rapport au fond diffus cosmologique est de 11 202 ± 17 km/s, ce qui correspond à une distance de Hubble de 165 ± 12 Mpc (∼538 millions d'al). NGC 5251 a été découverte par l'astronome germano-britannique William Herschel en 1785.
L'image obtenue du relevé SDSS montre clairement la présence de bras spiraux dans cette galaxie, comme l'a notée le professeur Seligman. La base de données NASA/IPAC indique que NGC 5251 est une galaxie elliptique isolée (une galaxie du champ), après l'avoir classée comme une galaxie spirale ou lenticulaire (S ?), une contradiction entre deux publications.
Selon la base de données Simbad, NGC 5251 est une galaxie LINER, c'est-à-dire une galaxie dont le noyau présente un spectre d'émission caractérisé par de larges raies d'atomes faiblement ionisés.